# Martin Winterkorn
Martin Winterkorn [ˈmaɐ̯tiːn 'vɪntɐkɔʁn] (Leonberg, Baden-Württemberg, 24 de mayo de 1947) es un ejecutivo alemán. Durante ocho años fue presidente del consejo de administración de Volkswagen AG (VAG), empresa matriz del consorcio automovilístico homónimo. Sucedió en el cargo a Bernd Pischetsrieder el 1 de enero de 2007 y dimitió el 23 de septiembre de 2015 como consecuencia del escándalo de emisiones contaminantes de vehículos Volkswagen. Entre el 1 de septiembre de 2007 y el 1 de noviembre de 2015 ocupó también el mismo cargo en el Porsche Automobil Holding SE.

Entre 2002 y 2006 fue presidente de Audi, filial también del Grupo Volkswagen. Al ser Audi patrocinadora oficial del Bayern de Múnich, durante esa época Winterkorn formó parte del consejo de administración de dicho club deportivo. 
También tiene un asiento en la junta directiva de Infineon Technologies AG.

## Trayectoria profesional
Winterkorn estudió Metalurgia y Física de Materiales en la Universidad de Stuttgart entre 1966 y 1973. Entre 1973 y 1977 realizó un doctorado en el Instituto Max Planck.
Comenzó su carrera profesional en 1977 en la división de Ingeniería de Procesos de Robert Bosch GmbH. Entre 1978 y 1981 lideró un grupo de desarrollo en Robert Bosch GmbH y Bosch-Siemens Electrodomésticos, tras lo cual fichó por Audi para trabajar como ayudante del director de Aseguramiento de Calidad. Winterkorn ascendió dentro de la compañía de Ingolstadt hasta convertirse en 1990 en máximo responsable de dicha área.
En 1993 fue contratado por Volkswagen para hacerse cargo del Departamento de Calidad. En 1996 se convirtió en director de Desarrollo Técnico de la marca y en julio de 2000 entró en la junta directiva del consorcio como responsable de I+D. Fue uno de los principales impulsores del New Beetle.
El doctor Winterkorn accedió al cargo de presidente del consejo de administración de Audi AG el 1 de marzo de 2002, liderando también el grupo de marcas de Audi, formado dos meses antes y que incluía a Seat y Lamborghini. Fue responsable del desarrollo tecnológico de Audi AG desde el 1 de enero de 2003. Su calidad de presidente del consejo de administración de Audi le permitió tener asiento en el de VAG. Estuvo al frente de la marca bávara hasta diciembre de 2006, cuando fue sustituido por Rupert Stadler.
El 1 de enero de 2007 sustituyó a Bernd Pischetsrieder como presidente del consejo de administración del consorcio. Durante su mandato nombró diseñador jefe a Walter de Silva y jefe de I+D a Ulrich Hackenberg.
Con la fusión del consorcio de Wolfsburgo con Porsche el 13 de agosto de 2009, Winterkorn se convirtió también en presidente del consejo de administración del Porsche Automobil Holding.
El 23 de septiembre de 2015, Winterkorn se vio obligado a presentar su dimisión como presidente del consejo de administración de VAG tras demostrarse que el consorcio germano incluyó un software fraudulento en millones de vehículos con el objetivo de falsear el resultado de los procesos de homologación de emisiones de gases contaminantes.
Winterkorn es catedrático honorario de la Universidad Tongji de Shanghái, la Universidad de Tecnología y Economía de Budapest y la Universidad Técnica de Dresde.
Tras el escándalo Volkswagen de septiembre de 2015, la fiscalía abre una investigación penal contra Martin Winkertorn por fraude "debido a denuncias penales". Al mismo tiempo, el Grupo Volkswagen presenta una denuncia contra Winterkorn en el mismo caso.  Podría ser juzgado por "informar a sabiendas y demasiado tarde a los mercados financieros de las consecuencias financieras del escándalo, que ascienden a miles de millones, e influir así en la cotización de las acciones".
Winterkorn fue acusado penalmente por el escándalo de fraude de emisiones en los Estados Unidos el 3 de mayo de 2018 por cargos de fraude y conspiración.  En abril de 2019 fue acusado penalmente de fraude en Alemania. 
Actualmente se le considera fugitivo de la justicia en los Estados Unidos, y es buscado por la Agencia de Protección Ambiental por conspiración para defraudar a los Estados Unidos, conspiración para cometer fraude electrónico, y conspiración para violar la Ley estadounidense de Aire Limpio. 

## Personal
Martin Winterkorn está casado y tiene dos hijos. Aficionado al fútbol, en su juventud fue portero del TSV Münchingen. 